# Claudia Cardinale
Claudia Cardinale, nascuda Claude Joséphine Rose Cardin a Tunis (Tunísia) el 15 d'abril de 1938, és una actriu italiana.

## Biografia
Claudia Cardinale és filla d'un enginyer italià instal·lat a Tunis. El francès és la seva llengua materna, i encara que sempre ha tingut la nacionalitat italiana, no ha dominat veritablement l'italià fins que ha estat adulta. Els seus primers contactes amb el cinema tenen lloc el 1955 a Venècia, durant el Festival Internacional de Cinema de Venècia, en el transcurs d'un viatge que li van oferir després de guanyar, als disset anys, el títol de «la més bonica italiana de Tunis». Tanmateix, desitjant ser mestra, declina totes les proposicions que li fan i no fa més que una breu aparició en un curtmetratge, Anneaux d'or de René Vautier.
Té dos germans i una germana.
El seu primer llargmetratge serà el 1958 a Goha de Jacques Baratier i sobretot I soliti ignoti de Mario Monicelli, sota l'ègida del productor Franco Cristaldi amb qui es casarà el 1966.
En els anys 1960, es troba al cartell de nombrosos èxits de crítica i públic. Cèlebres directors es «discutiran» la seva presència davant les seves càmeres. Són Mauro Bolognini, Abel Gance, Luchino Visconti, Henri Verneuil, Philippe de Broca, Luigi Comencini, Federico Fellini, Blake Edwards, Henry Hathaway, o Sergio Leone.
A causa del seu accent francès quan parlava italià, l'actriu va ser sistemàticament doblada a les seves pel·lícules fins a Vuit i mig. En la versió italiana original de la pel·lícula Il gattopardo, és doblada per Solveyg D'Assunta. En el rodatge Cardinale parlava francès en les escenes amb Delon, anglès amb Lancaster i italià per tot arreu.
La seva presència al costat d'Alain Delon a Rocco e i suoi fratelli i a Il Gattopardo de Visconti, i al costat de Jean-Paul Belmondo a Cartouche la fan conèixer al públic francès, mentre que l'èxit als Estats Units i el renom internacional li arriben el 1963 amb Vuit i mig de Federico Fellini i La Pantera Rosa de Blake Edwards; després, el 1964, per la pel·lícula El fabulós món del circ de Henry Hathaway, i el 1968 per Fins que li va arribar l'hora de Sergio Leone.
Els anys 1970 i 1980 alterna els papers en realitzacions italianes amb Marco Ferreri, Luigi Comencini, Franco Zeffirelli, Marco Bellocchio, Luchino Visconti (amb qui ha actuat quatre vegades) i sobretot amb el seu marit, el productor Pasquale Squitieri. També participa en produccions franceses amb Christian-Jaque, José Giovanni, Michel Lang, Nadine Trintignant, Diana Kurys o Robert Enrico. Combina alhora realitzacions internacionals amb Jerzy Skolimowski, Mikhaïl Kalatozov, George P. Cosmatos, Alan Bridges, Werner Herzog o Blake Edwards (per a El fill de la Pantera Rosa, 30 anys després del primer paper).
A partir de finals dels anys 1990, actua menys, consagrant-se més al teatre o a escriure.
El 1993, és membre del jurat per a la selecció oficial dels llargmetratges al Festival de Cannes.
En els anys 2000, puja a l'escena a París, interpretant, l'any 2000, La Veneciana (anònim del segle xvi i Doux oiseaux de jeunesse de Tennessee Williams el 2005.
Sempre ha adoptat posicions polítiques marcades per idees liberals i d'esquerra. S'ha barallat sovint per causes en relació amb els drets de les dones i dels homosexuals. Ha aportat la seva contribució a moltes causes humanitàries.
Segons Franz Olivier Giesbert al seu llibre La tragédie du Président, pàg. 273, hauria tingut una relació amb Jacques Chirac.
El 1999, la UNESCO l'ha designat Ambaixadora de bona voluntat .
| « | «He estat una estrella, molt jove. No tinc mèrit, el destí ho ha decidit així. Una estrella sempre m'ha vigilat» | » |

Aquesta frase és extreta del seu llibre autobiogràfic, aparegut el 20 de gener de 2005, Mes étoiles, a l'editorial Michel Lafon.

## Filmografia

### Cinema
- I soliti ignoti (1958)
- Vento del sud (1959)
- Three Strangers in Rome (1959)
- Un maledetto imbroglio (1959)
- Il magistrato (1959)

Claudia Cardinale a Comandament perdut

- Es busca minyona (Upstairs and Downstairs) (1959)
- Audace colpo dei soliti ignoti (1960)
- I Delfini (1960)
- Il bell'Antonio (1960)
- Napoleone ad Austerlitz (1960)
- Rocco e i suoi fratelli (1960)
- Girl with a Suitcase (1961)
- La viaccia (1961)
- Les Lions sont lâchés (1961)
- Cartouche (1961)
- Senilità (1962)
- La ragazza di Bube (1963)
- 8½ (1963)
- Il Gattopardo (1963)
- La Pantera Rosa (1963)
- Gli indifferenti (1964)
- El fabulós món del circ (Circus World) (1964)
- Il magnifico cornuto (1964)
- Una rosa per tutti (1965)
- Vaghe stelle dell'Orsa (1965)
- Blindfold (1965)
- Le fate (1966)
- Comandament perdut (Lost Command) (1966)
- The Professionals (1966)
- Né onore né gloria (1966)
- Piano piano, non t'agitare (1967)
- No feu onades (Don't Make Waves) (1967)
- Ruba al prossimo tuo ... (1968)
- I contrabbandieri del cielo (1968)
- Fins que li va arribar l'hora (Once Upon a Time in the West) (1968)
- El dia de l'òliba (Il giorno della civetta) (1968)
- Nell'anno del Signore (1969)
- La tenda rossa (1969)
- Certo certissimo ... anzi probabile (1969)
- Les aventures d'en Gerard (The Adventures of Gerard) (1970)
- Popsy Pop (1970)
- Les Pétroleuses (1971)
- Emigrant a Austràlia, honrat i ben plantat, vol casar-se amb paisana immaculada (Bello, onesto, emigrato Australia sposerebbe compaesana illibata) (1971)
- L'udienza (1971)
- Le pistolere (1971)
- El clan dels marsellesos (1972)
- Il giorno del furore (1973)
- I guappi (1974)
- Confidències (Conversation Piece) (1974) cameo com la dona del professor
- Libera, amore mio (1975)
- Qui comincia l'avventura (1975)
- La ronda del plaer (A mezzanotte va la ronda del piacere) (1975)
- Il comune senso del pudore (1976)
- Goodbye & Amen - L'uomo della CIA (1977)
- Il prefetto di ferro (1977)
- Jesus of Nazareth (1977)
- Corleone (1978)
- L'arma (1978)
- Amici e nemici (1979)
- Escape to Athena (1979)
- Si salvi chi vuole (1980)
- La salamandra (The Salamander) (1981)
- Fitzcarraldo (1981)
- La pell (La pelle)(1981)
- El regal (Le Cadeau) (1982)
- Trail of the Pink Panther (1982)
- Una cascata d'oro (1983)
- Claretta (1984)
- Enrico IV (2) (1984)
- La donna delle meraviglie (1985)
- Un uomo innamorato (1986)
- La storia (1986)
- Blu elettrico (1988)
- Atto di dolore (1990)
- Mayrig (1991)
- 588, rue Paradis (1992)
- El fill de la Pantera Rosa (Son of the Pink Panther) (1993)
- Nostromo (1996)
- Li chiamarono briganti! (1999)
- Luchino Visconti (1999)
- And Now... Ladies and Gentlemen (2002)
- Marcello: A Sweet Life (2006)
- Cherche Fiance Tous Frais Payes (2007)
- Asterix at the Olympic Games (2008)

### Televisió

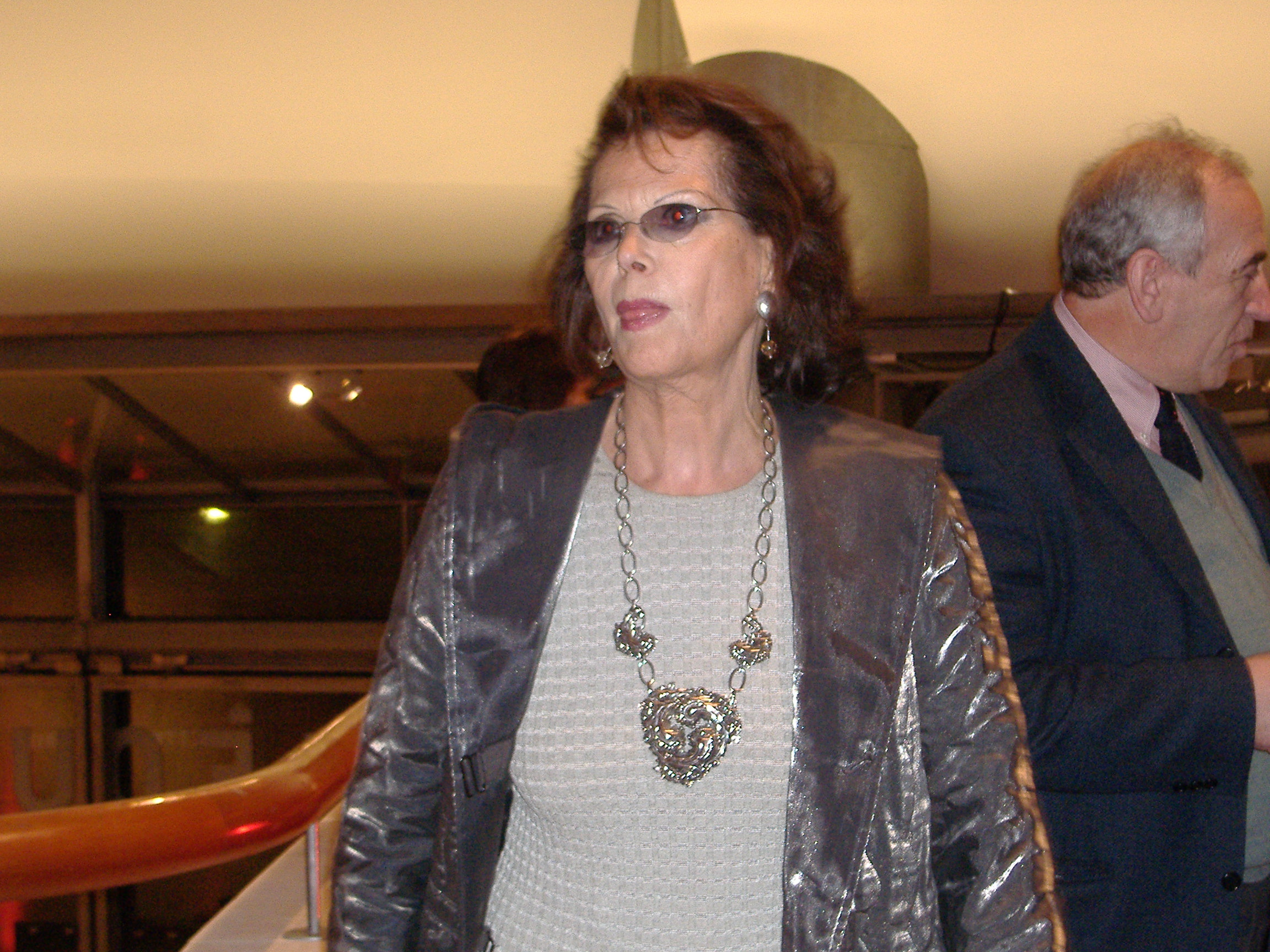
Al 2008

- 1969: Ruba al prossimo tuo de Francesco Maselli, paper d'Esmeralda Marini
- 1983: Princesse Daisy de Waris Hussein, paper d'Anabelle de Fourdemont Valenski
- 1987: Naso di cane de Pasquale Squitieri
- 1987: La Storia, (versió TV) de Luigi Comencini, paper d'Ida
- 1994: René Lévesque de Roger Cardinal, paper de Jacqueline
- 1995: 10-07: L'affaire Zeus de Richard Ciupka, paper d'agent
- 1997: Nostromo d'Alastair Reid, paper de Teresa Viola
- 1997: Deserto di fuoco de Enzo Castellari, paper de Laila
- 1997: Mia per sempre de Giovanni Soldati, paper de Mary O'Sullivan
- 2000: Elisabeth de Pasquale Squitieri, paper de Claude Barde
- 2008: Hold-up à l'italienne de Claude-Michel Rome

## Premis i nominacions
- 1961: David di Donatello especial per la interpretació de La Fille à la valise
- 1965: Ruban d'argent a la millor actriu principal per La ragazza di Bube
- 1968: David di Donatello a la millor actriu per La Mafia fait la loi
- 1972: David di Donatello a la millor actriu per Bello, onesto, emigrato Australia sposerebbe compaesana illibata
- 1982: Ruban d'argent al millor paper secundari femení per La Pelle
- 1984: Premi Pasinetti a la millor actriu al Festival de Venècia per Claretta
- 1985: Ruban d'argent a la millor actriu principal per Claretta
- 1988: Premi Alitalia pel cinema italià en els Premis David di Donatello
- 1990: Premi del Festival de Montreal per la millor obra per Acte d'amour
- 1993: Lleó d'Or per la carrera al Festival de Venècia pel conjunt de la seva carrera
- 1997: David di Donatello especial per la seva carrera
- 2000: Ruban d'argent europeu
- 2002: Os d'or d'honor al Festival de Berlin pel conjunt de la seva carrera.
- 2003: Premi dels actors europeus al Festival de Cinema de Ludwigsburg